# Meredates
Meredates (em parta: 𐭌𐭕𐭓𐭃𐭕; romaniz.: Mihrdāt) foi um príncipe parta que governou o Estado de Caracena, um vassalo do Império Arsácida e importante porto comercial, que governou desde c. 131 a 150/1.

## Nome
Mitridates (Μιθριδάτης, Mithridátēs), Mitradates (Μιθραδάτης, Mithradátēs), Meredates (Μερεδατης, Meredatēs), Meerdates (Meherdates) são as variantes gregas do persa antigo Mitradata (*Miθra-dāta-), "dado por Mitra". O nome foi registrado em parta (𐭌𐭕𐭓𐭃𐭕), persa médio e armênio (Միհրդատ) como Mirdate (Mihrdāt), em aramaico como Mitredate ("Mitredat", mtrdt) e em persa novo como Merdade (مهرداد, Mehrdâd).

## Vida

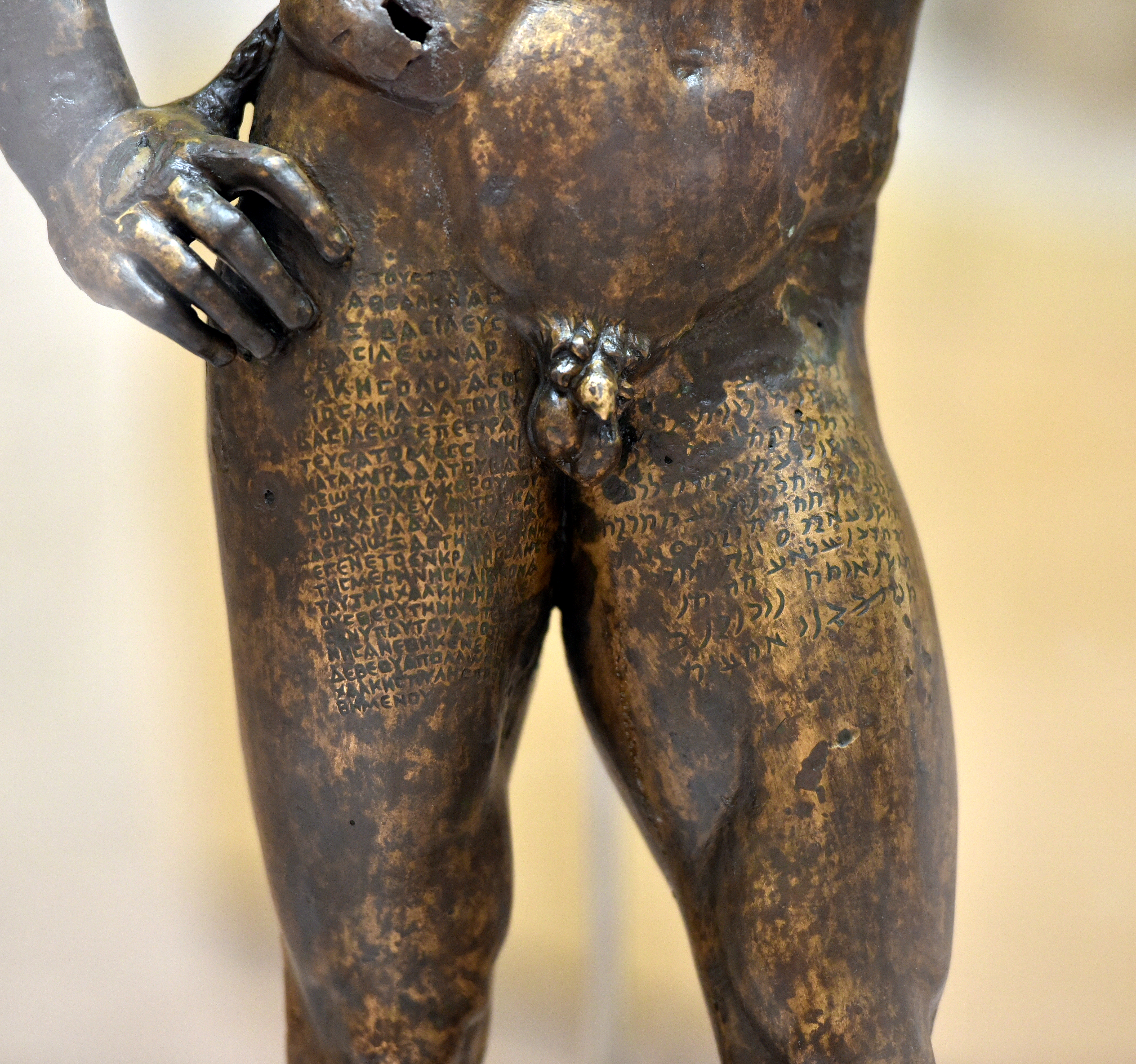
Inscrição na estátua de Héracles

Meredates era filho do xainxá Pácoro II (r. 78–110). O Reino de Caracena era governado desde 141 a.C. por Hispaosines e seus descendentes como vassalos partas; o último rei da linhagem, Atambelo VII, submeteu-se sem muitos problemas ao imperador romano Trajano (r. 98–117) em 116. No entanto, com a morte de Trajano no ano seguinte, a autoridade política de Atambelo VII entrou em colapso. Os partos provavelmente puseram fim ao domínio hispaosínida na região e nomearam um dos seus para o trono. Com base nas moedas caracenas, Meredates tornou-se rei da região em c. 131, durante o reinado de seu irmão Vologases III (r. 110–147). Durante seu governo, Meredates tornou-se um poderoso rei-cliente, devido à sua liderança comercial e a uma aliança lucrativa com os mercadores de Palmira.
Em 147, um príncipe parta chamado Vologases IV encenou um golpe de estado e sucedeu Vologases III em 147, marcando o estabelecimento de um novo ramo da dinastia arsácida no trono parta. Meredates, membro do ramo arsácida derrubado e possuidor de uma vasta quantidade de recursos, representava um grande perigo para Vologases IV; em 150/51, Vologases IV invadiu Caracena e derrotou Meredates, e nomeou Orabazes II, provavelmente um parente seu, como o novo rei da região. As forças de Vologases IV apreenderam uma estátua de Héracles, o deus padroeiro da realeza caracena. A estátua foi levada ao templo de Apolo em Selêucia do Tigre, onde foi exibida como uma demonstração da vitória de Vologases IV. Uma inscrição bilíngue (grego e parta) foi esculpida na estátua, que narra a conquista de Caracena por Vologases IV:
| “ | No ano dos gregos 462 (151), o xainxá Ársaces Vologases, filho do rei Mitridates, liderou uma expedição militar a Mesena contra o rei Mitridates, filho do governante anterior Pácoro, e depois que o rei Mitridates foi expulso de Mesena, tornou-se o governante de toda Mesena e desta estátua de bronze do deus Héracles, que transportou de Mesena, colocada neste Santuário do deus Apolo que guarda a Porta de Bronze. | ” |